# 川島雄作
川島 雄作（かわしま ゆうさく、1978年11月17日 - ）は、茨城県出身の俳優。身長170cm。血液型はA型。セネガル所属。

## 出演

### 映画
- 僕と彼女と×××（2005年）
- 小さき勇者たち〜ガメラ〜（2006年）
- ONCE（2006年）
- 本気で愛するということ（2007年）
- ソノトキハ（2009年）
- ファイナル・ジャッジメント（2012年）
- わが母の記（2012年）
- 鈴木先生（2012年）
- 半径3キロの世界（2012年）
- 地獄でなぜ悪い Why don't you play in hell?（2013年）

### テレビ
- 明日の光をつかめ -2013 夏-（店員）
- ATARU（警官）
- おやじの背中（反対制運動家）
- 終りに見た街
- カエルの王女さま（玉子の夫）
- 確証〜警視庁捜査3課（合コンのメンバー）
- これから…
- 三億円事件45年目の新証言! 最後の告白者
- GTO（店員）
- 事件救命医〜IMATの奇跡〜
- 13歳のハローワーク（教師）
- 人生、成り行き（記者）
- 零のかなたへ〜THE WINDS OF GOD〜
- 瀬在丸紅子の事件簿〜黒猫の三角〜
- トクボウ 警察庁特殊防犯課（コック）
- 特命係長 只野仁ファイナル（サラリーマン）
- 匿名探偵（職員）
- 都市伝説の女
  - 都市伝説の女 Part1（男）
  - 都市伝説の女 Part2（警官）
- 覗き穴 もどかしい二人編（駒田）
- Pな彼女
- VISION-殺しが見える女-（カメラマン）
- ヒトリシズカ
- PRICELESS〜あるわけねぇだろ、んなもん!〜（炊き出しの職員）
- 湯けむりバスツアー 桜庭さやかの事件簿4（医師）

### 舞台
- 見ていた古時計（2005年）

### Vシネマ
- 実録日本ヤクザ抗争史 鯨道4 残侠譜 完結編
- 白竜 シノギの報酬

### CM
- 第一生命保険
- TOYOTAオリンピック東京招致
- 日産・リーフ
- ニンテンドー3DS モンスターハンター3G
- BIGくじ
- ロト6

### VP
- いすゞ自動車
- NTTデータ
- 三重テレビ放送